# Гидродинамическая теория
Гидродинамическая теория, также теория Бренстрома — одна из основных теорий в стоматологии, которая объясняет механизм развития чувствительности зубов.
Согласно данной теории, предложенной М.Бренстромом в 1966 году, гиперстезия зуба возникает вследствие резкого движения жидкости по дентинным трубочкам в ответ на термальные (холод, тепло), осмотические (употребление сладкого) и механические (жевание) раздражители.